# Мвепу, Инок
Инок Мвепу (англ. Enock Mwepu; род. 1 января 1998, Лусака) — замбийский футболист, выступавший на позиции полузащитника.

## Клубная карьера

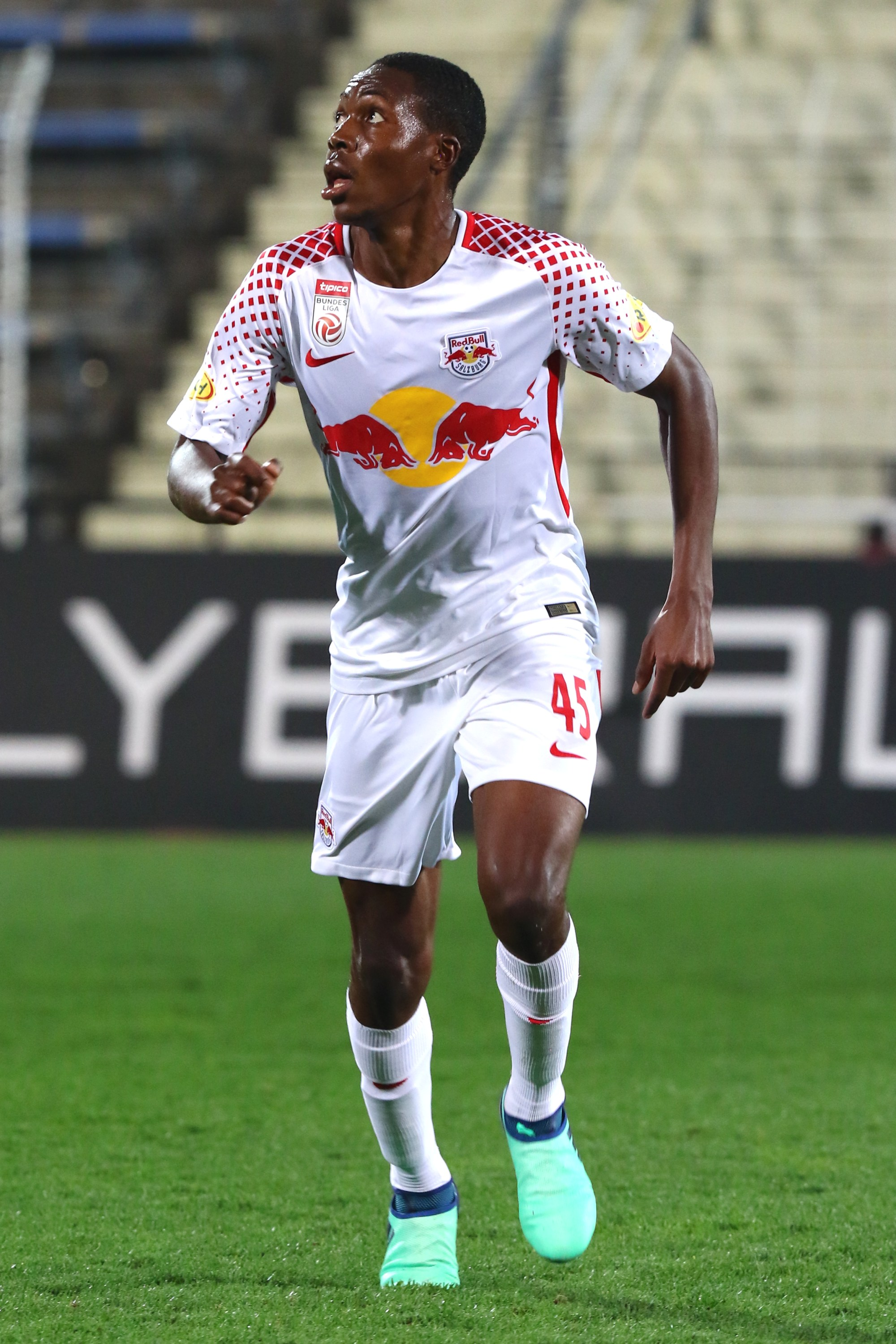
Мвепу, Инок в составе «Ред Булл Зальцбург»

Мвепу начал карьеру на родине, выступая за команды «НАПСА Старс» и «Кафуэ Селтик». Летом 2017 года он подписал контракт с австрийским «Ред Булл Зальцбург». Для получения игровой практики Инок начал выступать за фарм-клуб «быков» — «Лиферинг». 21 июля в матче против «Капфенберга» он дебютировал во Первой австрийской лиге. 4 августа в поединке против «Блау-Вейб Линц» Инок забил свой первый гол за «Лиферинг». 1 октября в матче против «Вольфсберга» он дебютировал за основную команду в австрийской Бундеслиге. 15 апреля 2018 года в поединке против «Адмира Ваккер Мёдлинг» Мвепу забил свой первый гол за «Ред Булл Зальцбург». В том же году он помог клубу выиграть чемпионат.
10 октября 2022 года завершил карьеру в связи с наследственной болезнью сердца.

## Международная карьера
В 2017 году в составе молодёжной сборной Замбии Мвепу выиграл домашний молодёжный Кубок африканских наций. На турнире он сыграл в матчах против команд ЮАР, Сенегала, Гвинеи, Мали и Египта. В поединке против малийцев Инок забил гол.
В том же году Мвепу принял участие в молодёжном чемпионате мира в Южной Корее. На турнире он сыграл в матчах против команд Португалии, Ирана, Коста-Рики, Германии и Италии. В поединках против немцев и иранцев Инок забил по голу.
2 сентября 2017 года в отборочном матче чемпионата мира 2018 против сборной Алжира Мвепу дебютировал за сборную Замбии. В этом же поединке он забил свой первый гол за национальную команду.

### Голы за сборную Замбии
| # | Дата            | Место                                  | Противник | Счёт | Результат | Соревнование                     |
| - | --------------- | -------------------------------------- | --------- | ---- | --------- | -------------------------------- |
| 1 | 2 сентября 2017 | «Стадион героев нации», Лусака, Замбия | Алжир     | 3:1  | 3:1       | Чемпионат мира 2018 квалификация |

## Достижения
«Ред Булл Зальцбург»
- Чемпионат Австрии по футболу (4): 2017/18, 2018/19, 2019/20, 2020/21
- Обладатель Кубка Австрии (3): 2018/19, 2019/20, 2020/21

Замбия (до 20)
- Молодёжный кубок африканских наций: 2017